# زاخریس توپلیوس
زاخریس توپلیوس (انگلیسی: Zachris Topelius) با تلفظ فنلاندی: [زاگریش تووپه‌لیوس] با تلفظ سوئدی: [زاکلیس توپه‌لیوس] (۱۴ ژانویه ۱۸۱۸ – ۱۲ مارس ۱۸۹۸) نویسنده، شاعر، روزنامه‌نگار، مورخ و رئیس دانشگاه هلسینکی در سده ۱۹ میلادی بود.

## خوانش نام توپلیوس
توپلیوس زاده شهر نیکارلبی در غرب فنلاند و سوئدی زبان بود و بسیاری از نوشته‌هایش مربوط به تاریخ فنلاند را به این زبان نوشت.
توپلیوس در خانواده‌ای رشد کرد که عمدتاً با فرهنگ و هنر سر و کار داشتند. نام غسل تعمیدی او زکریااست و این عنوان روی برخی از آثار چاپی وی استفاده شده‌است. با این حال همان‌طور که در بیوگرافی وی در کتابخانه ملی فنلاند توضیح داده شده‌است، او خود اغلب از مخفف Z یا شکل Zachris حتی در زمینه‌های رسمی و اداری استفاده می‌کرد؛ بنابراین زاخریس فرم مطلوبی است که در ادبیات دانشگاهی نیز دربارهٔ او به کار رفته‌است.

## تحصیلات و تدریس
وی در سال ۱۸۳۱ به هلسینکی آمد و به عضوی از حلقه جوانان ملی‌گرای پیرامون یوهان لودویگ رونبری پیوست.
توپلیوس در سال ۱۸۳۳ دانشجوی دانشگاه هلسینکی شد، مدرک کارشناسی خود را در سال ۱۸۴۰ دریافت کرد، مدرک فوق لیسانس تاریخ را در سال ۱۸۴۴ و در سال ۱۸۴۷ پس از دفاع از رساله خود دربارهٔ عرف ازدواج در بین فنلاندی‌های باستان دکترای خود را دریافت کرد.
گذشته از تاریخ، تحصیلات آکادمیک وی برای دوره‌هایی به الهیات و پزشکی اختصاص داشت. توپلیوس ابتدا به استخدام کتابخانه دانشگاه هلسینکی درآمد و هم‌زمان در دانشکده تاریخ دروس مربوط به تاریخ و آمار و زبان سوئدی را تدریس می‌کرد.
در سال ۱۸۵۴، توپلیوس به عنوان استادیار تاریخ فنلاند در دانشگاه هلسینکی انتخاب شد. در سال ۱۸۶۳ اولین استاد تمام تاریخ فنلاند، روسیه و شمال اروپا شد و این کرسی را تا ۱۸۷۶ در اختیار داشت. وی از سال ۱۸۷۵ تا سال ۱۸۷۸ رئیس دانشگاه هلسینکی شد و یکسال بعد با درجه استاد ممتاز بازنشسته شد.

## زندگی و حرفه
توپلیوس از ۲۵ سالگی نویسندگی و سرودن شعر را به عنوان یک کار جدی و یک علاقه بی‌حد دنبال کرد. او به مدت ۱۰ سال از ۱۸۴۵ تا ۱۸۵۵ یک شاعر غزل‌سرا شناخته شده بود.
اولین عاشقانه‌های تاریخی او دوشس فنلاند بود که در سال ۱۸۵۰ منتشر شد. وی همچنین از ۱۸۴۱ تا ۱۸۶۰ سردبیر مجله هلسینگفورس تیدینگار بود. شغل روزنامه‌نگاری او هرگز باعث کم‌شدن ارتباطش با دانشگاه نشد. با این حال اوقات فراغت بیشتری را برای کارهای ادبی فراوان و مختلف او فراهم کرد.
توپلیوس هدفش پرورش وطن‌پرستی قوی فنلاندی بود. برخی اشعار او بعدها با موسیقی ژان سیبلیوس یک ترکیب سیاسی و ملی‌گرایی اصیل را ترویج می‌نمود.
از مهم‌ترین و مشهورترین آثار وی، کونگ کارلز یاکت Kung Karls jakt عنوان شعر و ترانه‌ای است که او به‌همراه آهنگساز فردریک پاسیوس، در سبک ملی‌گرایی رمانتیک برای اولین اپرای فنلاندی نوشت.

## گزیده اشعار و کتاب‌ها
- ۱۸۴۸: سانتا در قلعه تورکو (انگلیسی: The Tomten in Åbo Castle، سوئدی: Tomtegubben i Åbo slott، فنلاندی: Turun linnan tonttu-ukko)
- ۱۸۶۹: آواز بید: بخواب، بید کوچک جوان (سوئدی :Sov du lilla vide ung فنلاندی: Trollsländan)
- ۱۸۷۵: کتاب سرزمین ما (انگلیسی: Book of Our Land سوئدی: Boken om vårt land فنلاندی: :Maamme-kirja)
- ۱۸۸۱: خواندن برای کودکان (سوئدی: Läsning för barn فنلاندی: Lukemisia lapsille)
- ۱۸۸۱: کتاب شب‌های زمستان (سوئدی Vinterqvällar فنلاندی Talvi-iltain tarinoita)
- ۱۸۸۴: داستان رشته‌های قطع شده سوئدی: Fältskärns berättelser، فنلاندی: Välskärin kertomukset
- ۱۸۹۹: پادشاه ستاره‌ها (سوئدی: Stjärnornas kungabarn، فنلاندی: Tähtien turvatit)

## مرگ
توپلیوس در خانه‌اش میراثی‌اش در کوویونیمی، جایی که بزرگترین آثار خود را نوشت، درگذشت. وی در گورستان هیتانیمی در هلسینکی به خاک سپرده شده‌است.

## میراث
پرچم مدرن فنلاند براساس طرحی از توپلیوس در حدود سال ۱۸۶۰ ساخته شد.
یک دهکده کوچک آمریکایی فنلاندی به نام وی در سال ۱۹۰۱ در مینه‌سوتا، ایالات متحده نام‌گذاری گردید.

## نگارخانه

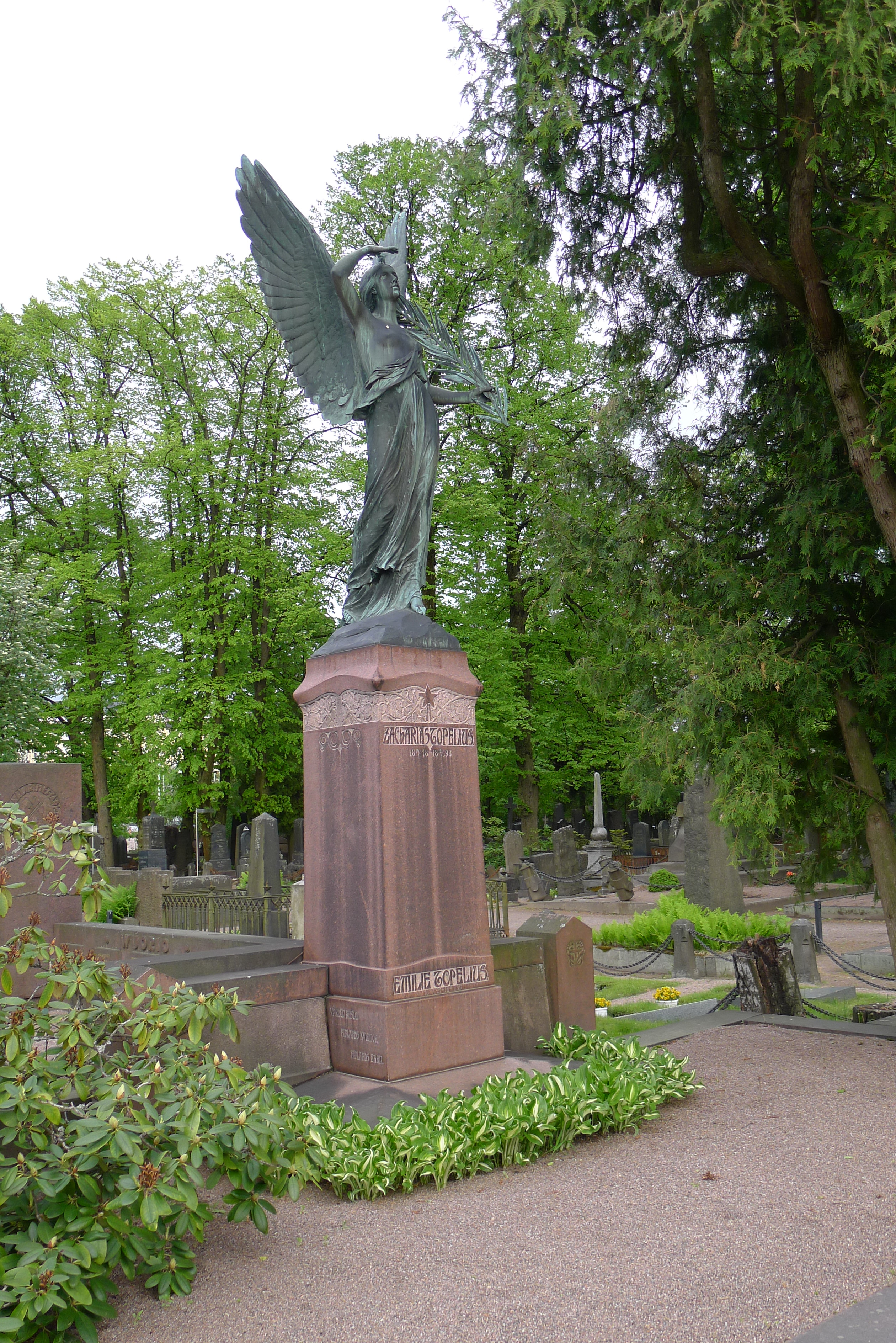
قبر توپلیوس در گورستان هیتانیمی در هلسینکی
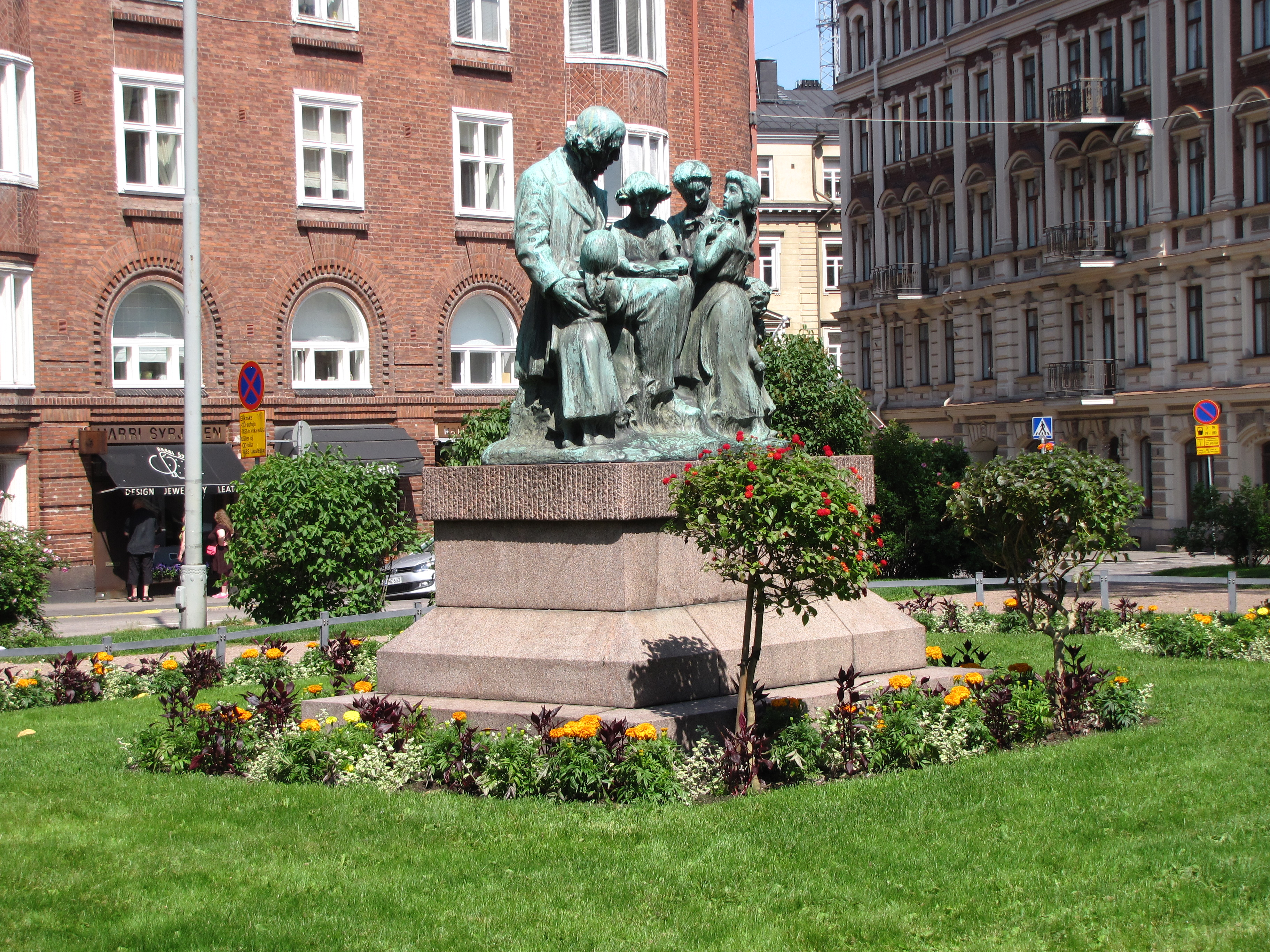
تندیس توپلیوس و کودکان اثر ویل والگرن در هلسینکی ۱۹۳۲